# Risoluzioni di Halifax

La bandiera della Carolina del Nord riporta le date della Dichiarazione d'indipendenza di Mecklenburg, 20 maggio 1775, e delle Risoluzioni di Halifax, 12 aprile 1776.

Le risoluzioni di Halifax fu un nome attribuito postumo alla risoluzione adottata dal Congresso Provinciale della Carolina del Nord il 12 aprile 1776. L'adozione della risoluzione fu la prima azione ufficiale nelle colonie americane che chiedeva l'indipendenza dalla Gran Bretagna durante la Rivoluzione Americana. Le "Halifax Resolves" contribuirono a spianare la strada alla presentazione al Congresso della Dichiarazione d'indipendenza degli Stati Uniti d'America meno di tre mesi dopo.

## Antefatti
La creazione e la ratifica delle risoluzioni furono il risultato di un forte movimento che sosteneva la separazione dalla Gran Bretagna. Questi separatisti, o "Whig americani" (in seguito, "Patrioti"), cercarono di mobilitare il sostegno pubblico per una dichiarazione di indipendenza ampiamente discussa e onnicomprensiva. Il principale ostacolo a una dichiarazione immediata di indipendenza dalla Gran Bretagna era che nessuno dei delegati al Secondo congresso continentale era autorizzato dai propri governi locali a intraprendere alcuna azione che portasse a tale dichiarazione. I sostenitori dell'indipendenza cercarono quindi di rivedere le istruzioni a ciascuna delegazione congressuale e di rimuovere qualsiasi restrizione riguardante una dichiarazione di indipendenza.

## Contenuto
La risoluzione del 12 aprile 1776 divenne nota come "Halifax Resolves" (Risoluzioni di Halifax) poiché il Quarto Congresso Provinciale della Carolina del Nord la adottò durante una riunione nella città di Halifax, Carolina del Nord. Gli 83 delegati presenti approvarono all'unanimità le risoluzioni, che incoraggiarono i delegati di tutte le colonie al Congresso Continentale a spingere finalmente per l'indipendenza. L'adozione delle "Halifax Resolves" fu la prima azione ufficiale nelle colonie che chiedeva l'indipendenza dalla Gran Bretagna.

## Verso l'Indipendenza
Le risoluzioni di Halifax autorizzarono solo i tre delegati della Carolina del Nord al Secondo Congresso Continentale (Joseph Hewes, William Hooper e John Penn) a unirsi a quelli di altre colonie per dichiarare l'indipendenza dal dominio della Gran Bretagna.
Con l'approvazione delle risoluzioni, la Carolina del Nord divenne la prima colonia a permettere esplicitamente ai propri delegati di votare a favore dell'indipendenza. Tuttavia, le "Halifax Resolves" non ottennero dai delegati della Carolina del Nord la presentazione di una risoluzione di indipendenza al Congresso, un passo che fu compiuto dalla Virginia a giugno con l'adozione della Risoluzione di Lee. Il Secondo Congresso Continentale emanò la Dichiarazione d'indipendenza degli Stati Uniti d'America il mese successivo, a luglio.

## Eredità
Ogni anno, il 12 aprile, l'Halifax Historic District, un luogo storico gestito dal North Carolina Department of Cultural Resources, celebra l'Halifax Day. Interpreti in costumi d'epoca offrono visite guidate degli edifici storici, dimostrano antichi mestieri e insegnano attività coloniali. Occasionalmente, figuranti ritraggono soldati dell'era rivoluzionaria e mostrano l'uso di armi storiche durante gli eventi dell'Halifax Day.